# House of Balloons
A House of Ballons The Weeknd 1. lemeze, ami 2011. március 21-én jelent meg, a Republic Records kiadásában. Műfaj: Kortárs R&B (Alternative R&B). A lemezt még jelölték a  Polaris Music Prize Awardon. A House of Balloons-t teljes egészében Torontóban vették fel, a produceri teendőket elsősorban a Weeknd, Doc McKinney, Illangelo és Cirkut végezte; a Weeknd később több későbbi kiadványon is együttműködött McKinney-vel és Illangelóval. A cím az énekes által a torontói Parkdale-ben található korábbi otthonának adott becenévből származik.